# Francisco Dionisio Vives
Francisco Dionisio Vives y Planes (Orán, 27 de marzo de 1755 – Madrid, 1 de enero de 1840) fue un militar español, gobernador y capitán general de Cuba de 1823 a 1832.

## Biografía
Al principio del nuevo siglo, cuando España todavía era aliada de Francia, era comandante del primer batallón de voluntarios de infantería ligera de Cataluña. Sirvió en Etruria, para combatir después en Alemania bajo las órdenes del mariscal Brune y participar en la campaña de Pomerania Sueca (1807). Cuando Napoleón instaló a su hermano en el trono de España, las tropas españolas que se encontraban en Europa combatiendo con la «Grande Armée» tuvieron que jurar lealtad a su nuevo soberano. Pero mensajes de las diferentes Juntas de las provincias españolas rechazando al rey intruso llegan hasta ellas. Después de muchas vicisitudes y peripecias, Francisco Vives y sus hombres consiguen embarcar en Dinamarca a bordo de buques británicos y llegar a Santander en octubre de 1808.
En 1823 Fernando VII lo nombró capitán general de Cuba, cargo que ocuparía por espacio de nueve años, dejando el recuerdo de un gobernante enérgico e íntegro. Mantuvo la autoridad de España con competencia y eficiencia, acabando con las conspiraciones secesionistas de los «Soles y Rayos de Bolívar» y del «Águila negra» (1829). Vives favoreció también la expansión de la industria azucarera y liberalizó el comercio exterior, con lo que Cuba experimentó un gran esplendor económico. Realizó importantes obras de urbanización y trató de mejorar la salud pública, abriendo el primer manicomio y un hospital con un servicio para las parturientas.
Salió de Cuba en 1832, sustituido por Mariano Ricafort Palacín. Al regresar a España, el Rey le nombró capitán general de la provincia de Valencia y le concedió el título de Conde de Cuba. Posteriormente, fue prócer del reino entre 1834 y 1836.